# Giro de Toscana-Memorial Michela Fanini
El Giro de Toscana-Memorial Michela Fanini és una cursa ciclista femenina, per etapes, que es disputa anualment a la regió de la Toscana, a Itàlia. Es va crear al 1995 en homenatge a la ciclista Michela Fanini, morta en accident de tràfic l'any anterior. En la seva primera edició es van disputar dues curses independents entre si. A partir de l'any següent ja es va fer com una cursa per etapes. En les seves primeres edicions es va conèixer simplement com a Memorial Michela Fanini.

## Palmarès
| Any                                             | Vencedora                | Segona                    | Tercera                  |         |
| ----------------------------------------------- | ------------------------ | ------------------------- | ------------------------ | ------- |
| Memorial Michela Fanini                         |                          |                           |                          |         |
| 1995                                            | Imelda Chiappa           | Roberta Bonanomi          | Greta Zocca              |         |
| 1995 (2)                                        | Greta Zocca              | Fabiana Luperini          | Imelda Chiappa           |         |
| 1996                                            | Barbara Heeb             | Diana Rast                | Laura Charameda          |         |
| 1997                                            | Imelda Chiappa           | Tetiana Stiàjkina         | Simona Parente           |         |
| Tour de Toscane féminin-Mémorial Michela Fanini |                          |                           |                          |         |
| 1998                                            | Valeria Cappellotto      | Pia Sundstedt             | Lenka Ilavská            |         |
| 1999                                            | Edita Pučinskaitė        | Fabiana Luperini          | Lucia Pizzolotto         |         |
| 2000                                            | Zinaïda Stahúrskaia      | Simona Parente            | Fabiana Luperini         |         |
| 2001                                            | Nicole Brändli           | Zinaïda Stahúrskaia       | Rasa Polikevičiūtė       |         |
| 2002                                            | Susanne Ljungskog        | Zinaïda Stahúrskaia       | Nicole Brändli           |         |
| 2003                                            | Susanne Ljungskog        | Deirdre Demet-Barry       | Nicole Brändli           |         |
| 2004                                            | Trixi Worrack            | Nicole Cooke              | Edita Pučinskaitė        |         |
| 2005                                            | Susanne Ljungskog        | Swetlana Bubnenkowa       | Mirjam Melchers          |         |
| 2006                                            | Swetlana Bubnenkowa      | Marianne Vos              | Suzanne de Goede         |         |
| 2007                                            | Noemi Cantele            | Chantal Beltman           | Judith Arndt             |         |
| 2008                                            | Judith Arndt             | Trixi Worrack             | Marianne Vos             |         |
| 2009                                            | Diana Žiliūtė            | Luisa Tamanini            | Charlotte Becker         |         |
| 2010                                            | Judith Arndt             | Tatiana Antóixina         | Noemi Cantele            |         |
| 2011                                            | Megan Guarnier           | Claudia Häusler           | Rasa Leleivytė           |         |
| 2012                                            | Małgorzata Jasińska      | Lauren Hall               | Romy Kasper              |         |
| 2013                                            | Claudia Häusler          | Tatiana Antóixina         | Francesca Cauz           |         |
| 2014                                            | Shelley Olds             | Małgorzata Jasińska       | Ewelina Szybiak          |         |
| 2015                                            | Małgorzata Jasińska      | Valentina Scandolara      | Annemiek van Vleuten     |         |
| 2016                                            | Ashleigh Moolman         | Flávia Oliveira           | Anna Zita Maria Stricker |         |
| 2017                                            | Ashleigh Moolman         | Cecilie Uttrup Ludwig     | Ewelina Szybiak          |         |
| 2018                                            | Soraya Paladin           | Maria Giulia Confalonieri | Tetyana Riabchenko       |         |
| 2019                                            | Arlenis Sierra Cañadilla | Soraya Paladin            | Anastasia Chursina       |         |
| 2020                                            | suspesa                  | suspesa                   | suspesa                  | suspesa |
| 2021                                            | Arlenis Sierra Cañadilla | Rasa Leleivytė            | Debora Silvestri         |         |
| 2022                                            | Agnieszka Skalniak-Sójka | Dominika Włodarczyk       | Olga Shekel              |         |
| 2023                                            | Alessia Vigilia          | Rasa Leleivytė            | Anastassia Kalessava     |         |
| 2024                                            | Margot Vanpachtenbeke    | Rasa Leleivytė            | Olga Kulinitx            |         |
| 2025                                            |                          |                           |                          |         |